# Gudibanda
Gudibanda är en ort i Indien.   Den ligger i distriktet Chikkaballapur och delstaten Karnataka, i den södra delen av landet, 1 700 km söder om huvudstaden New Delhi. Gudibanda ligger 832 meter över havet och antalet invånare är 9 255.
Terrängen runt Gudibanda är platt österut, men västerut är den kuperad. Terrängen runt Gudibanda sluttar norrut. Runt Gudibanda är det ganska tätbefolkat, med 248 invånare per kvadratkilometer. Närmaste större samhälle är Bāgepalli, 16,0 km nordost om Gudibanda. Trakten runt Gudibanda består till största delen av jordbruksmark.